# (36173) 1999 SN1
1999 SN1 (asteroide 36173) é um asteroide da cintura principal. Possui uma excentricidade de 0.13033820 e uma inclinação de 14.37587º.
Este asteroide foi descoberto no dia 17 de setembro de 1999 por Korado Korlević em Visnjan.